# 花郎

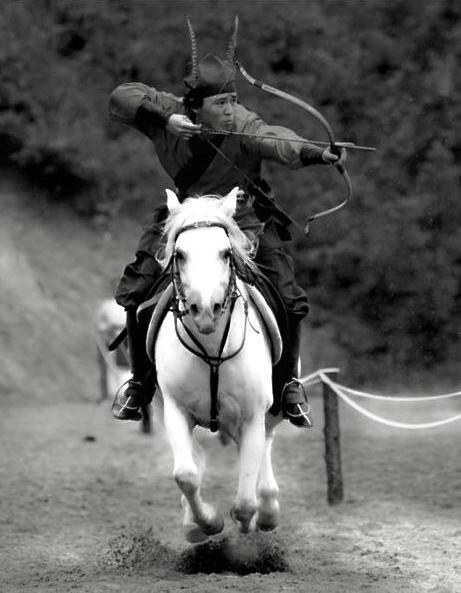
韓國花郎比賽中的一個場景

花郎徒（韓語：화랑도），又稱花郎（화랑）、郎家（낭가）、風流徒（풍류도）、國仙徒（국선도）、風月徒（풍월도），是朝鮮半島新羅時代一種訓練青少年的制度。此制度源於部族社會，讓青少年一起過團體生活，學習各種當地傳統道德、禮儀規範，之後又混合了古中國傳入的佛教、儒教等思想。在新羅真興王時成為國家正式的教育機構，其徒眾被稱為「花郎徒」，是切磋武術、交流學問的團隊。
越南的花郎道乃指基督教，與本詞完全無關，越南於1663年10月禁花郎道，乃是禁基督教之意。
20世紀韓國的觀點認為，花郎在唐与新罗灭亡高句丽的战争和新罗与唐朝的战争中起到的很大的力量。

## 歌舞巫覡說
根據中國一些零散的資料所記載，「花郎」的其中一個定義是指穿著華麗衣服，從事遊藝、歌舞表演的生活，樣貌俊美的男性的一個族群或組織。
《巫俗考》載：「我（新羅）南道之俗，謂男巫為花郎；而西北兩道，以花郎為賤遊女別稱。」《三國史記》引統一新羅時代崔致遠的《鸾郎碑序》：「國有玄妙之道，曰風流，設敎之源，備詳仙史，實乃包含三教，接化群生。且如入則孝於家，出則忠於國，鲁司寇之旨也；處無爲之事，行不言之敎，周柱史之宗也；諸惡莫作，諸善奉行，竺乾太子之化也。」高麗時代《海東高僧傳》引唐代令狐澄《新羅國記》述：「擇貴人子弟美者，傅粉妝飾之，名曰花郎，國人皆尊事者也。」《三國遺事》載：「真興王⋯⋯又念欲興邦國須先風月道，更下令選良家男子有德行者，改為花娘。始奉薛原郎為國仙。此花郎國仙之始。故豎碑於溟州。自此使人悛惡更善。上敬下順。五常六藝。三師六正。」李氏朝鮮李睟光《芝峰類說》又載：「新羅時，取美男子妝飾之，使類聚，觀其行義，名花郎，時謂郎徒，或謂國仙。」這些記載，都與花郎一些資料相當吻合（如多數花郎都是年輕的美男子，組織中有「國仙」、「郎徒」等稱號）。可見歌舞巫覡之說，的確可以視為是「花郎」的其中一個形象原型。

## 軍事組織說
花郎的發展源遠流長，由於年代久遠，學者對於「花郎」組織的實際性質一直有所分歧。最常見的說法是歌舞組織、宗教組織及軍事組織，當中「軍事組織說」曾一度成為理解「花郎」的主流說法。據研究，花郎曾是新羅到高麗王朝時代的軍事組織，或者是非主要的軍事機構。這說法很有可能是基於第二次世界大戰之後，韓國人為了加強宣揚民族主義，大力讚頌具有強烈儒家主義的花郎精神。強調忠君愛國的思想下，「花郎」就更被堅信是為國效命的軍事組織。
可是，「軍事組織說」其實只是在7世紀中葉時，因為世人誤會了數個「花郎」成員的軍事事跡，以為整個「花郎」組織都像那幾位人物般以軍事活動為主，因此才錯誤向「花郎」組織投射了軍事形象而已。事實上，流傳至今關於「花郎」的零落資料中，絕大部分的記載都與軍事沒有關係。除了數個花郎成員是以武人的身份傳世之外，大部分花郎成員的活動都與古代「花郎徒」所信奉的五戒精神沒有直接的聯繫。其中有兩名著名的武人花郎，對於「花郎」的整體形象有比較重要的影響。
- 斯多含：尚存的記錄裡最早與軍事有所聯繫的花郎成員，是一位名為斯多含的少年。據載，斯多含在562年9月曾跟隨新羅將領異斯夫出戰討伐大伽耶（高靈伽耶），並在該戰役中擔任副將。斯多含作戰勇猛，多建戰功，而且重視友情，是一位忠義雙全的花郎。

斯多含與朋友約定，如果朋友死亡，自己也會在七日後跟著死亡，因此英年早逝，年僅17歲便撒手人寰。其行為體現了「花郎」的精神，因此更令花郎成為了與軍事牽上關係的組織。
- 金庾信：對「花郎軍事組織說」的成立影響最深的人物，是新羅時代的首席英雄金庾信。金庾信是花郎成員之一，在34歲時擔任統率軍隊的將領，一直以來都活躍於軍事活動。他的軍事成就，被普遍擴張到整個花郎組織之上。而且由於金庾信擅長劍術，這同時亦令人認為花郎組織中的成員有修練劍術的需要。

關於花郎勇武善戰的記載，主要來自《三國史記》。《三國史記》指花郎是「賢佐忠臣，從此而秀。良將勇卒，由是而生」的文武人才、而非戰士，而且這只是引用自新羅時期《花郎世記》的簡單記載而已。

## 花郎的理念
新羅真平王時代的僧侶圓光將花郎徒精神總結為「世俗五戒」：
- 事君以忠
- 事親以孝
- 交友以信
- 殺生有擇
- 臨戰無退

相當於中國人所謂的「忠、孝、信、仁、勇」。相關內容亦出現在壬申誓記石等歷史遺物上。

## 後世的花郎
在朝鮮日治時期面，「花郎精神」成為了日軍支配朝鮮人民時極佳的宣傳品。日軍以「花郎精神」代替武士道精神，向韓國宣稱「日本武士的原型就是新羅花郎」，基於民族自信心的驅使之下，這種手法或多或少能動搖韓國人民對日軍的敵意。
二戰之後，韓國總統李承晚開始大力宣傳「花郎精神」。1949年學者李瑄銀發表了《花郎道研究》，鼓吹花郎精神，主要目的是為了建立國民的愛國情緒。朴正熙執政期間，仍繼續進行對「花郎」的政治利用。強烈的政治氣氛，令「花郎」逐漸成為一種神話式的尚武標誌，如韓國陸軍第11機械化步兵師的別稱為「花郎部隊」，韓國陸軍官校有「花郎台」的稱號，而韓國武功勳章的第四等級則稱為「花郎武功勳章」。
韓國人對於「花郎神話」的尊崇，更加表現在韓國的武術運動之上。在國際跆拳道聯盟ITF的設定中，「花郎」是其中一套套路的名稱。另外，韓國有一支由合氣道所衍生出來的武術支派，稱為「花郎道」，主張實踐新羅時代的花郎精神。「花郎道」並不是一個正式的名稱，古書記載到的只有「花郎」及「花郎徒」這兩個詞組而已。「花郎道」的出現，大概只是坊間基於音近與及精神相似的原則，在模仿「武士道」的情況之下，所衍生的稱呼變體。

## 軼話
- 日本電子遊戲鐵拳系列中，作為韓國代表之一的跆拳道高手的青年，名字就是叫「花郎」（Hwoarang）。

- 朝鲜现存第一本史书金大问的《花郎世记》（真伪有争议），认为花郎来自中国，最早是美女：“花郎者，仙徒也。昔燕夫人好仙徒，多蓄美人，名曰国花。其风东渐我国，以女子为源花。”